# Virus letale
Virus letale (Outbreak) è un film di Wolfgang Petersen del 1995, con Dustin Hoffman, Rene Russo, Kevin Spacey, Donald Sutherland e Morgan Freeman.

## Trama
Negli anni sessanta, in un accampamento americano in Zaire, scoppia una misteriosa epidemia e vi sono coinvolti anche militari americani. Il governo, invece di inviare soccorsi, ordina di sganciare una bomba ad alto potenziale sull'accampamento distruggendolo completamente. Trent'anni dopo, Sam Daniels, colonnello e ricercatore medico dell'esercito, viene inviato insieme ai suoi collaboratori Casey Schuler e il Maggiore Salt in un piccolo villaggio in Africa per indagare su un nuovo tipo di virus, simile all'ebola ma molto più letale. I tre scoprono che il virus attacca le cellule ad una velocità impressionante, uccidendo il contagiato in meno di 72 ore, tuttavia non si trasmette per via aerea. Tornati in patria, Sam cerca di avvertire il suo diretto superiore, il generale Billy Ford, della pericolosità del virus, ma viene ignorato e l'esistenza stessa del virus non viene resa pubblica, sotto ordine perentorio del generale Donald McClintock. Neanche l'ex moglie di Sam, Robby Keough, da poco trasferitasi ad Atlanta, dà ascolto a Sam quando lui cerca di metterla in guardia sulla pericolosità del virus, considerando superfluo dare l'allarme poiché troppo poco probabile che un virus del genere possa diffondersi in America.
Il virus è lo stesso che negli anni sessanta aveva colpito l'accampamento americano. Era stata creata una cura sperimentale, ma l'intera faccenda era stata insabbiata poiché l'intenzione dell'esercito era di fare di quel virus un'arma biologica. Il contagio arriva in America a causa di una scimmietta cappuccino rubata da James Scott, un guardiano che avrebbe voluto rivenderla al proprietario di un negozio di animali: non riuscendoci, Scott l'aveva liberata in un bosco vicino. Durante il viaggio in aereo verso Boston, Scott manifesta i sintomi del virus ed infetta la propria partner Alice. Entrambi trovano la morte dopo essere stati ricoverati invano. La malattia si diffonde a Cedar Creek e la cittadina viene messa in quarantena. Superando le ostilità dei suoi superiori e rischiando anche l'arresto, Sam Daniels comincia a studiare il virus direttamente a Cedar Creek, rendendosi conto che hanno a che fare con una forma di virus mutata rispetto a quella analizzata in principio, più resistente e con un potenziale di contagio più alto: infatti si diffonde anche per via aerea. Riesce a scoprire della scimmietta, portatrice sana di entrambi i ceppi del virus, e dell'insabbiamento avvenuto trent'anni prima, quando il generale Billy  Ford, combattuto tra i sensi di colpa e gli ordini dei suoi superiori, gli consegna la cura sperimentale sviluppata tempo prima, che però non ha effetto sul virus mutato.
Sam non si dà per vinto nemmeno quando l'amico Casey e l'ex moglie Robby, per cui prova ancora forti sentimenti, vengono contagiati e quando il presidente dà l'ordine di distruggere Cedar con una potente bomba, similmente a quanto era avvenuto negli anni Sessanta in Africa. Resta determinato a trovare la scimmietta che racchiude il siero in grado di curare entrambi i virus, e sfuggendo alle forze armate che tentano di catturarlo, grazie anche all'aiuto del Maggiore Salt, riesce a recuperare l'animale e a scongiurare il lancio dell'ordigno esplosivo sulla cittadina. La cura viene sintetizzata, Robby Keough riesce a salvarsi e concede a Sam una seconda possibilità, mentre il generale McClintock viene arrestato con l'accusa di aver taciuto al presidente informazioni vitali riguardanti una possibile arma virologica.

## Produzione
Le riprese ambientate nella fittizia cittadina di Cedar Creek si sono svolte a Ferndale (California), dove per un paio di mesi la popolazione ha convissuto non solo con la troupe e il cast ma anche con gli elicotteri e i mezzi militari. 

Altre scene sono state girate nell'isola hawaiana di Kauai.

## Accoglienza

### Critica
Il film coinvolge lo spettatore su ciò che, secondo alcuni,  è una metafora dell'AIDS, secondo altri è ispirato all'epidemia di Ebola scoppiata in quel periodo in Africa (Gabon e Zaire),  anche se il film è penalizzato dall'eccessiva lentezza. Si esaltano la fotografia e l'interpretazione efficace di Hoffman.

### Incassi
Il film ha incassato 67.659.560 dollari negli USA e 122.200.000 dollari negli altri paesi.
La popolarità del film ha avuto un notevole rimbalzo a seguito della pandemia di COVID-19 del 2019-2021, divenendo ad esempio il quarto film più visto su Netflix negli USA il 13 marzo 2020.

## Edizioni
- (EN) Robert Tine, Virus letale, Sperling & Kupfer, 1995.